# Olivier Casadesus
Olivier Casadesus (ur. 2 września 1970 roku w Paryżu) – francuski model i aktor filmowy i telewizyjny.
Urodził się w Paryżu jako syn dyrygenta Jeana-Claude'a Casadesusa. Ma przyrodnią siostrę Caroline i przyrodniego brata Sebastiana. 
Po rozpoczęciu kariery modela, w 1989 r. pojawił się w teledysku do piosenki Stephanii "Flash". Pozował m.in. do kampanii reklamowych dla perfum firmy Lanvin i zegarków marki Rodania.  
Grał rolę Oliviera w sitcomie Helena i chłopcy (Hélene et les Garçons, 1993-96), pod pseudonimem Olivier Sevestre, panieńskim nazwiskiem matki. W 1998 r. wystąpił w serialu TF1 Pod słońcem.

## Wybrana filmografia
- 1993-95: Helena i chłopcy (Hélene et les Garçon) jako Olivier
- 1995-96: Cud miłości (Le Miracle de l'amour) jako Olivier
- 1996-98: Święto miłości (Les Vacances de l'amour) jako Olivier
- 1998: Pod słońcem (Sous le soleil ) jako Benoît Chouchan